# Lena Reuß
Lena Reuß (4 de mayo de 1997) es una deportista alemana que compitió en remo. Ganó una medalla de plata en el Campeonato Mundial de Remo de 2016, en la prueba de cuatro scull ligero.

## Palmarés internacional
| Campeonato Mundial | Campeonato Mundial      | Campeonato Mundial | Campeonato Mundial  |
| Año                | Lugar                   | Medalla            | Prueba              |
| ------------------ | ----------------------- | ------------------ | ------------------- |
| 2016               | Róterdam (Países Bajos) | Medalla de plata   | Cuatro scull ligero |